# Howard Clark
Howard Clark, född 26 augusti 1954 i Leeds i England, är en engelsk golfspelare som spelade på Europatouren under många år och hade sin mest framgångsrika period under mitten av 1980-talet.
Clark lärde sig golf av sin far, som var en scratchspelare. Han vann 1971 års British Boys Championship och spelade för Storbritannien och Irland i 1973 års Walker Cup. Han blev professionell samma år och började spela på Europatouren 1974. Hans första proffsseger kom 1976 i TPD Under-25s Championship och hans första proffsseger på Europatouren kom 1978 i Portuguese Open. Clark vann totalt elva segrar på Europatouren, mellan 1984 och 1987 vann han två tävlingar årligen. Han vann också WGC-World Cup 1985. Hans bästa placering på penninglistan var en tredjeplats, vilken han uppnådde både 1984 och 1986. Hans formkurva sjönk i början av 1990-talet, men 1994 och 1995 klarade han en plats på topp-20 i penninglistan. Hans sista säsong på Europatouren var 1999, då han samtidigt arbetade som kommentator för Sky Sports.
Clark spelade i Ryder Cup sex gånger och var med i tre segrande europeiska lag.

## Professionella segrar
Alla segrar förutom den första och WGC var på Europatouren.
- 1976 TPD Under-25s Championship
- 1978 Portuguese Open
- 1978 Madrid Open
- 1984 Cepsa Madrid Open, Whyte & Mackay PGA Championship
- 1985 Jersey Open, Glasgow Open, WGC-World Cup individuell seger
- 1986 Cepsa Madrid Open, Peugeot Spanish Open
- 1987 Moroccan Open, PLM Open
- 1988 English Open

## Lagframträdanden
- Walker Cup; (amatör): 1973
- Ryder Cup; 1977, 1981, 1985 (segrare), 1987 (segrare), 1989, 1995 (segrare)
- Alfred Dunhill Cup; 1985, 1986, 1987 (segrare), 1989, 1990, 1994, 1995
- WGC-World Cup; 1978, 1984, 1985 (individuell segrare), 1987
- Hennessy Cognac Cup; 1978, 1984 (segrare)
- Four Tours World Championship; 1978, 1984 (segrare), 1985, 1986